# 高血壓性腎病
高血壓性腎病(Hypertensive nephropathy、"高血壓性腎硬化"(hypertensive nephrosclerosis)、"高血壓腎病"(Hypertensive renal disease))是一種醫學病症、指的是由慢性高血壓造成腎臟損害。它與繼發性高血壓(secondary hypertension)形式的腎血管性高血壓(renovascular hypertension/I15.0)是有所區分。

## 病因機制
在腎臟，因為"良性高血壓"的結果、玻璃質(Hyaline、粉紅色，無定形的，均質材料)聚集在小動脈和小動脈管壁，造成它們的管壁增厚、管腔(Lumen (anatomy))變窄-即為玻璃質的小動脈硬化(arteriolosclerosis)。因而缺血(ischemia)會產生"腎小管萎縮"(tubular atrophy)、"間質纖維化"(interstitial fibrosis)、腎小球改變(較小的腎小球有不同程度的玻璃質化-從輕微的症狀到腎小球硬化症)及"周圍腎小球纖維化"(periglomerular fibrosis)。在晚期階段、會發生腎功能衰竭。功能性的腎單位會產生腎小管擴張，在管腔上經常變為玻璃質化尿管。其他常與高血壓腎病相關的併發症、包括腎小球損害導致蛋白尿及血尿。

## 外部連結
- Photo at Atlas of Pathology （页面存档备份，存于）
- Tylicki, Leszek; Rutkowski, Bolesław. . Polski Merkuriusz Lekarski: Organ Polskiego Towarzystwa Lekarskiego. 2003-02, 14 (80): 168-73. ISSN 1426-9686. PMID 12728683 （波兰语）.
- Luft, Friedrich C. . Nephrology Dialysis Transplantation. October 2000, 15 (10): 1515–7  [2014-12-20]. ISSN 0931-0509. PMID 11007815. doi:10.1093/ndt/15.10.1515. （原始内容存档于2009-06-24）.